# 3042 Zelinsky
3042 Zelinsky eller 1981 EF10 är en asteroid i huvudbältet som upptäcktes den 1 mars 1981 av den amerikanska astronomen Schelte J. Bus vid Siding Spring-observatoriet. Den är uppkallad efter den amerikanske matematikern och astronomen David S. Zelinsky.
Den tillhör asteroidgruppen Flora.